# Louis Alexis Beaudemoulin
Louis Alexis Beaudemoulin, né le 24 décembre 1790 à Paris, mort le 25 juin 1877 à Paris, est un ingénieur français, ingénieur en chef des ponts et chaussées.

## Carrière
Élève à l'École polytechnique en 1809, puis élève-ingénieur des ponts et chaussées en 1811,  il est nommé ingénieur ordinaire des ponts et chaussées, attaché au service du département de l'Aude (Castelnaudary) en 1817.
Entre 1821 et 1826, il est affecté aux travaux du canal du Rhône au Rhin, pour lequel il réalise d'importants travaux (écluse de Huningue, etc).
Après de brefs séjours dans le Tarn, la Sarthe ou l'Eure, il est attaché au service du canal de Berry en 1828.
En 1832, il est nommé à Tours pour des travaux concernant la navigation du Cher et est attaché au service ordinaire du département d'Indre-et-Loire.
Trois ans plus tard, chargé comme ingénieur en chef des travaux de restauration du pont de Tours et des études de navigation sur la Vienne et sur la Creuse, il se rend compte d'un mouvement important dans les 9e, 10e et 11e arches avec un déversement vers l'aval du pont de Tours et en déduit que cela est dû à des vides sous les plates-formes des caissons.
Il propose alors une méthode de réparation des fondations par injection et met en œuvre la consolidation de trois piles.
En 1844, il est chargé de la construction du chemin de fer de Tours à Châtellerault, dirigeant l'exécution d'importants travaux considérables, notamment pour l'établissement de la gare de Tours et la construction des ponts pour la traversée du Cher, de l'Indre et de la Creuse (Port-de-Piles).

## Ouvrages
- Recherches théoriques et pratiques sur la fondation par immersion des ouvrages hydrauliques, et particulièrement des écluses, 1829
- Recherches théoriques et pratiques sur la Fondation par Immersion des Ouvrages hydrauliques, et particulièrement des Écluses, 1831
- Mémoire relatif à la navigation des rivières et description d'un nouveau système de barrage et d'écluse devant procurer une canalisation complète, 1832
- Considérations administratives sur les ponts et chaussées, les chemins vicinaux, l'organisation départementale et la police du roulage, 1833
- Sur quelques procédés, outils et machines, etc, employés à la construction des radiers en béton du pont de Tours, 1844
- La guerre s'en va, 1850
- Assainissement de Paris: état de la question, 1855
- Assainissement de Paris. Applications agricoles, 1856
- Hygiène publique. Assainissement. Londres et Paris, 1858

## Décorations
- Chevalier de la Légion d'honneur en 1848

## Sources
- Gustave Vapereau, Dictionnaire universel des contemporains, Hachette, 1861
- La Grande Encyclopédie, volume 5
- (it) Treccani « BEAUDEMOULIN, Louis-Alexis » sur treccani.it (Enciclopedia Italiana de 1930)
- (it) Treccani « Beaudemoulin, Louis-Alexis » sur treccani.it
- « Louis Alexis Beaudemoulin » sur structurae.info
- Dictionnaire des scientifiques de Touraine, Académie des sciences, arts et belles-lettres de Touraine, 2017